# Delta do Nilo

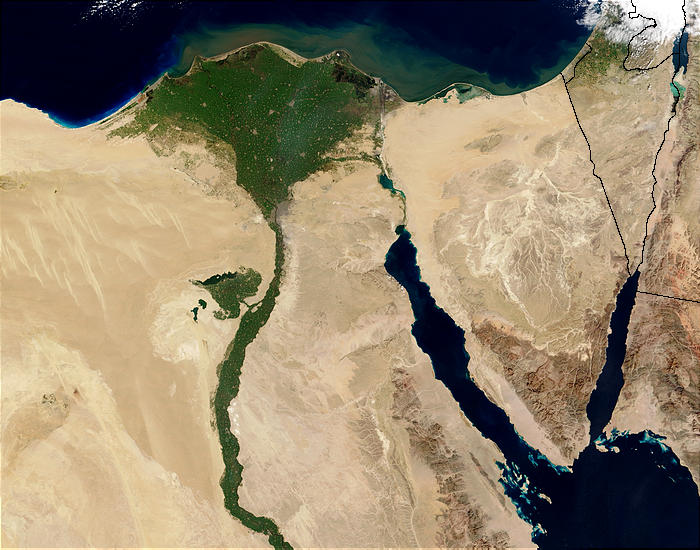
Delta do Nilo visto do espaço, imagem da NASA

O delta do Nilo é a região onde o rio Nilo se divide em vários braços para desaguar no mar Mediterrâneo, no norte do Egito. É uma planície com um forma triangular (de onde provém o termo "delta"), com 160 km de comprimento e 250 km de largura.
No delta, o Nilo bifurca-se em dois canais principais: a oeste, o canal de Roseta; e, a leste, o de Damieta.
Na Antiguidade, era onde se localizava o chamado Baixo Egito, que consequentemente foi a região que mais sofreu a influência do período helenístico.

## História
O mais antigo período histórico desta região está profundamente enterrado sob sedimentos e é pouco conhecido, mas ninguém duvida da antiguidade de suas cidades ou de sua importância econômica desde os primeiros tempos.
O delta oriental era um ponto sensível onde o Antigo Egito se comunicava com a Ásia. No final do Império Médio, essa região foi invadida pelos hicsos, povos asiáticos, e mais tarde se tornou a base do Egito para suas campanhas bélicas na Ásia.
Na XIX dinastia, a capital do Egito foi transferida pelo faraó Ramessés II para o Baixo Egito, nas cidade de Pi-Ramessés (ou Per-Ramessés). Assim o Delta encabeçou a liderança do Egito. Mais tarde, no período ptolomaico e romano, a sua proximidade com os centros políticos e econômicos do mundo antigo favoreceu o seu desenvolvimento.

## Cidades antigas e modernas na região do delta

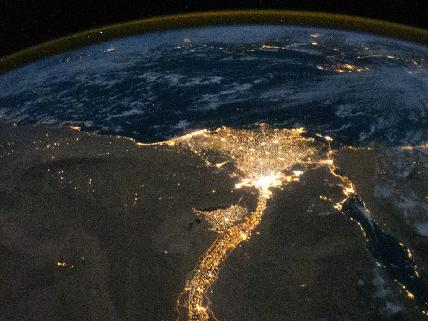
Delta do Nilo à noite

- Alexandria
- Almançora
- Ávaris
- Bilbeis
- Bubástis
- Canopo
- Damanhur
- Damieta
- Cafrel Xeique
- Leontópolis
- Mendes
- Mit Abu al-Kum
- Náucratis
- Pelúsio
- Porto Saíde
- Roseta
- Saís
- Tânis
- Tanta
- Zagazigue